# Eormenric von Kent

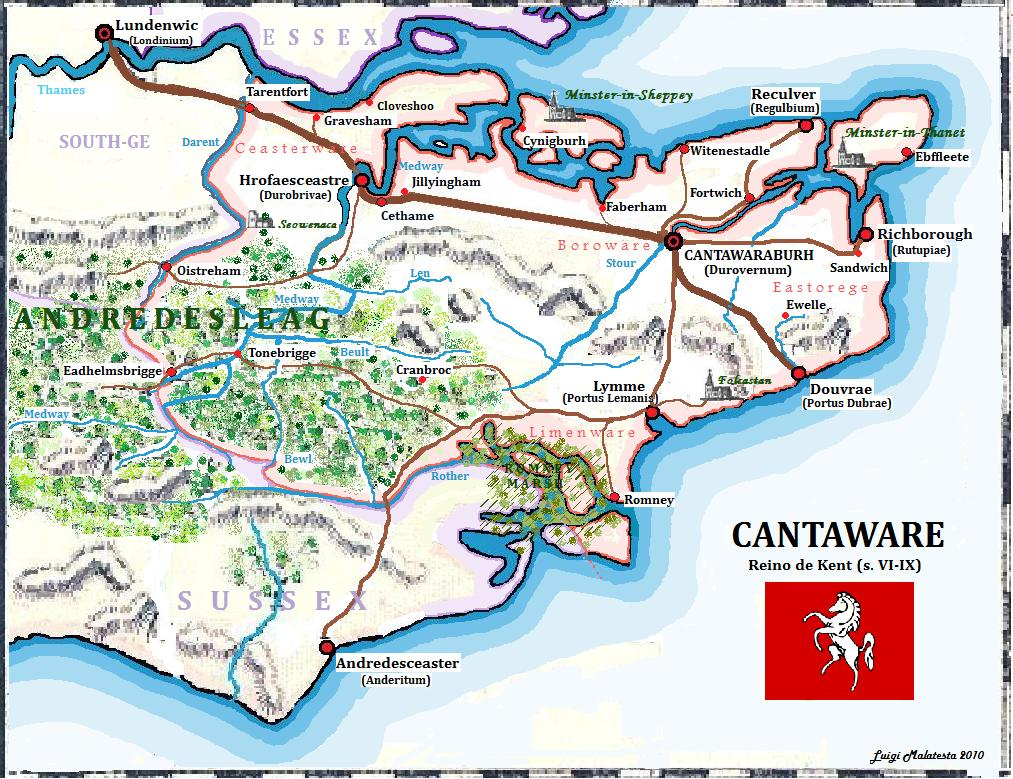
Kent in angelsächsischer Zeit

Eormenric (auch Iurmenric oder Irmenric) gilt als erster historisch gesicherter König des angelsächsischen Königreiches Kent aus der Dynastie der Oiscingas im 6. Jahrhundert.

## Leben
Ungewöhnlich für einen Angelsachsen ist der Name Eormenric. Eormen-Namen beschränkten sich in England fast ausschließlich auf die königliche Familie Kents, also Eormenrics Nachkommen, während sie im Frankenreich weit verbreitet waren. Auch in archäologischen Funden wie Grabbeigaben zeichnet sich ab etwa 500 ein fränkischer Einfluss ab.
Die Quellen zu Eormenrics Herkunft sind widersprüchlich: Beda Venerabilis schrieb um 730, dass er ein Sohn des Ohta sei. Um 800 beschrieb ihn Nennius hingegen als Sohn des Ossa (=Oisc/Oeric). Unsicherheit besteht auch über seinen Herrschaftsantritt: Möglicherweise folgte er bereits um 512 auf Oeric, vermutlich aber um 522 oder um 539 auf Ohta.
Seine Tochter Ricola verheiratete er mit Sledda und verband sich so mit dem Königshaus von Essex. Wann sein wohl um 552 geborener Sohn Æthelberht I. seine Nachfolge übernahm, ist nicht ganz gesichert; während einige ein frühes Datum um 560 für Eormenrics Tod annehmen, gehen andere eher von der Zeit um 585 aus. Entsprechend unklar ist daher auch, ob der Heide Eormenric um 580 Gelegenheit hatte, auf die Brautwahl seines Sohnes, die christliche Bertha, Tochter des Frankenkönigs Charibert I., Einfluss zu nehmen.